# Ayourou
Ayourou (også Ayorou eller Ayerou) er en by og en landkommune i  regionen Tillabéri, i det vestlige  Niger. Den ligger 208 km nordvest for hovedstaden Niamey nær grænsen til Mali. Den gamle bydel ligger på en ø  Nigerfloden, med samme navn. Den er kendt for sit  dyremarked og for dyrelivet, bl.a. flodheste.  